# DJ Khaled

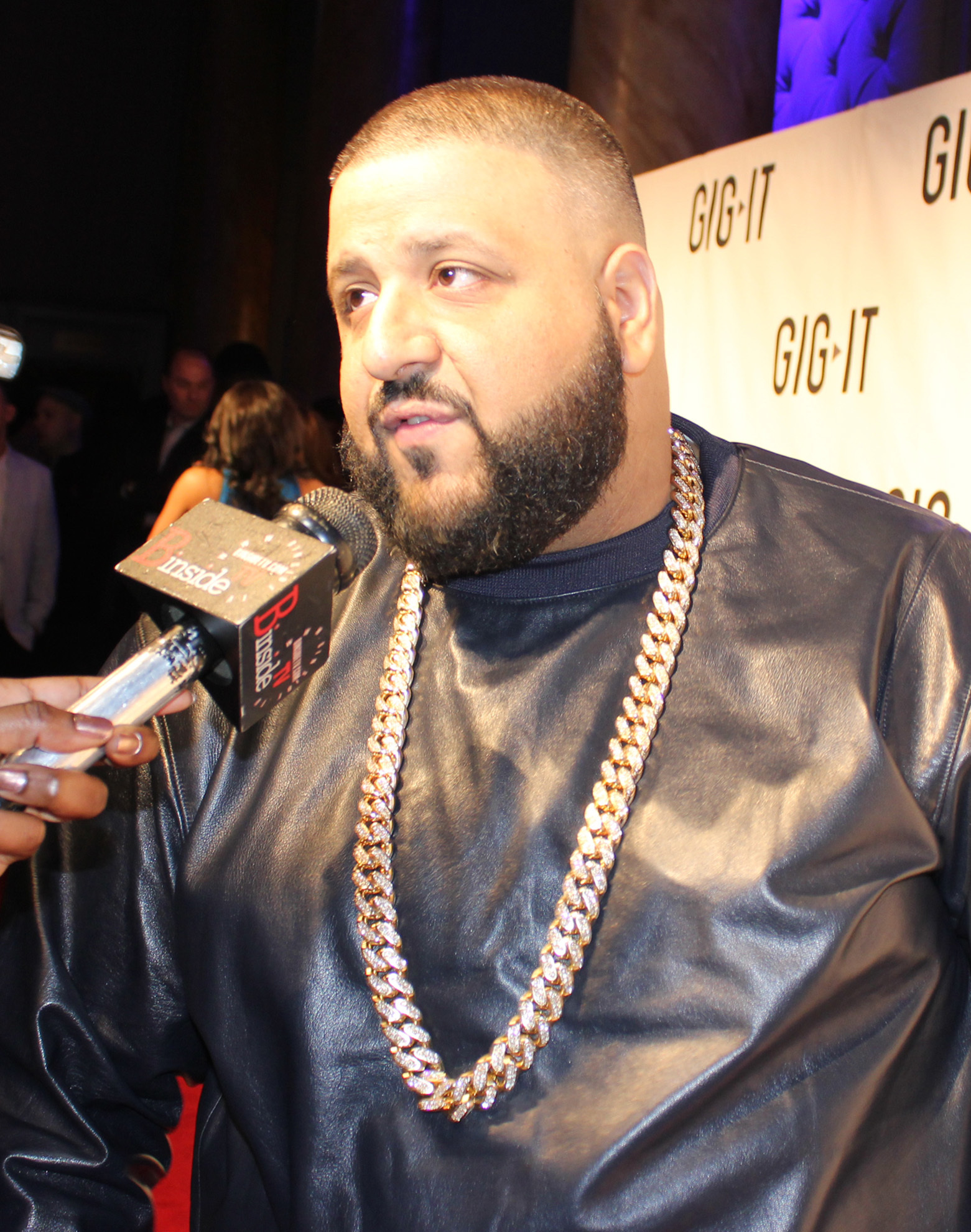
DJ Khaled (2012)

DJ Khaled (* 26. November 1975 in New Orleans, Louisiana; bürgerlicher Name Khaled Mohamed Khaled) ist ein US-amerikanischer DJ mit palästinensischen Wurzeln und Musikproduzent aus Miami, Florida. 

## Werdegang
Khaled begann als DJ bei seinem College Radio in Miami und ging dann zum populären Underground-Sender Mixx 96. Sein Erfolg verhalf ihm schließlich zu einer Show bei einem der großen Radiosender in Miami, 99 Jamz. Daneben begann er, als Musikproduzent für zahlreiche bekannte Hip-Hop-Musiker zu arbeiten, insbesondere für die Mitglieder des Terror Squad.
Mitte der 2000er beschloss er dann, ein eigenes Album zu produzieren und konnte dafür dank seiner bisherigen Tätigkeiten zahlreiche bekannte Namen gewinnen, z. B. Fat Joe, Kanye West, Lil Wayne, Juelz Santana, Bone Thugs-N-Harmony, Twista, Akon und Styles P. Listennn: The Album erschien im Juni 2006 und konnte sich auf Platz 1 der Independent-Charts setzen. Auch in den offiziellen Top-200-Verkaufscharts war es recht erfolgreich und mit Holla at Me konnte auch ein Hot-100-Hit ausgekoppelt werden.
Bereits ein Jahr später folgte mit We the Best das zweite Album, wieder mit sehr prominenter Beteiligung, darunter diesmal auch T.I., T-Pain, The Game, Plies und Jadakiss. Mit dem vorab veröffentlichten We Takin’ Over kamen Khaled und Co. erstmals unter die Single-Top-40 und auch das Album übertraf den Erfolg des Debüts. Mit der zweiten Album-Auskopplung I’m So Hood schaffte er es bis auf Platz 19 in den Hot 100 und in die Top 10 der R&B- und Rap-Charts.
DJ Khaled hat mit We the Best Music Group mittlerweile ein eigenes Label gegründet. Sein drittes Album mit dem Titel We Global erschien im September 2008, die Vorabveröffentlichung Out Here Grindin’ stieg im Juli 2008 erneut in die Charts ein.
2009 erschien mit dem Lied Fed Up (das mit Usher, Drake, Young Jeezy und Rick Ross entstand) die erste Auskopplung aus seinem kommenden Album Victory. Put Your Hands Up folgte. Auch hier wirkten Young Jeezy und Rick Ross mit. All I Do Is Win konnte nach zwei Jahren als erste Single wieder eine Platzierung in den USA verbuchen. Es erreichte Platz 98 im Vereinigten Königreich und Nummer 24 in den USA. Diese nahm er gemeinsam mit den Rappern T-Pain, Ludacris, Snoop Dogg und Rick Ross auf. Für über 3 Millionen Verkäufe wurde es mit 3-fach-Platin ausgezeichnet. Bereits einen Monat später erschien Victory.
Nur ein Jahr später, am 19. Juli 2011 erschien sein Studioalbum We the Best. Welcome to My Hood erschien als erste Single. Dabei unterstützen ihn ein weiteres Mal Rick und T-Pain. I’m on One mit Drake, Rick Ross und Lil Wayne wurde als zweite Single ausgekoppelt. Beide Lieder erreichten die US-amerikanischen Charts, wovon letztere seine erste Top-10-Platzierung verzeichnete.
Im Sommer 2012 erschien das Album Kiss the Ring, das bis auf Platz vier der US-Billboard-200 erreichte. Bei der ersten Single I Wish You Would wirkten Kanye West und Rick Ross mit. Diese konnte nicht an den Erfolg aus dem Vorjahr anschließen. Take It to the Head, die zweite Single verkaufte sich über 500 Tausend Mal allein in den Vereinigten Staaten. Hierbei holte er Chris Brown, Rick Ross, Nicki Minaj und Lil Wayne ins Studio.
Suffering from Success stellt im Folgejahr sein fünftes Top-10-Album dar. No New Friends wurde als erste Single veröffentlicht. Diese wurde mit Drake, Rick Ross und Lil Wayne aufgenommen und erreichte Platz 36 der US-amerikanischen Single-Charts. Die zweite Single I Wanna Be with You konnte keine Platzierung erreichen, hingegen rückte der Song in die R&B- und Rap-Charts vor.
They Dont’ Love You No More, bei der Jay-Z, Meek Mill, Rick Ross und French Montana als Stimmen mitwirken konnte keine Platzierung in den offiziellen Single-Charts verbuchen. Das Lied stellt die erste Vorab-Single aus seinem kommenden Studioalbum dar. Hold You Down folgte ebenfalls 2014. Der von Chris Brown, August Alsina, Future und Jeremih gesungene Song rückte mit einer halben Million Verkäufen bis auf Platz 39 in den USA vor. How Many Times stellt die dritte Single-Auskopplung dar und erschien Anfang des Jahres 2015. Auch hier wirkt Chris Brown mit. Rap-Parts von Lil Wayne und Big Sean waren ebenfalls enthalten. Mit Gold Slugs, einer weiteren Chris-Brown-Collab erschien im Oktober 2015 die letzte Auskopplung, bevor eine Woche später das Studioalbum I Changed a Lot veröffentlicht wurde.
Das Studioalbum Major Key erschien am 29. Juli 2016. Alle Single-Auskopplungen wurden zwischen Juni 2016 und Juli 2016 veröffentlicht. For Free mit Drake rückte als erste Single seit 2011 in die britischen Single-Charts vor. In den USA wurde das oberste Viertel erreicht. I Got the Keys mit Jay-Z und Future, Holy Key mit Big Sean, Kendrick Lamar und Betty Wright sowie auch Do You Mind mit Nicki Minaj, Chris Brown, Jeremih, Future, August Alsina und Rick Ross konnten allesamt die US-amerikanischen Single-Charts erreichen. Mit den Liedern erreichte er über drei Millionen Verkäufe.
DJ Khaled kündigte bereits Ende 2016 ein weiteres Album an. Zu diesem Zeitpunkt war der Albumtitel Grateful nicht bekannt. Aus diesem koppelte er vorab das Lied Shining mit Beyoncé und Jay-Z aus. Der Song erreichte die britischen sowie auch US-amerikanischen Single-Charts. Als zweite Auskopplung erschien im April 2017 das Lied I’m the One, das in Zusammenarbeit mit Justin Bieber, Quavo, Chance the Rapper und Lil Wayne entstand. Dieses erreichte bereits in der ersten Woche hohe Popularität. Am 5. Juni 2017 erschien die dritte Single To the Max in Zusammenarbeit mit Drake. Gleichzeitig wurde bekanntgegeben, dass Grateful am 23. Juni 2017 offiziell erscheint. Am 9. Juni wurde erstmals die Track-List vom Album veröffentlicht. Am 13. Juni 2017, also 10 Tage vor dem Release seines 10. Studioalbums Grateful kündigte DJ Khaled an, dass er einen gemeinsamen Schuh mit der Marke Jordan herausbringen wird. Um eine Chance zu haben, den Schuh zu gewinnen, musste man sich sein Album auf iTunes vorbestellen. In der ersten Woche konnte sich Grateful um die 150.000 Mal verkaufen.
Außerdem spielte er 2017 in der Filmkomödie Pitch Perfect 3 mit und übernahm eine Nebenrolle im 2020 erschienenen Actionfilm Bad Boys for Life.
2019 erhielt er einen Grammy Award für Higher zusammen mit John Legend und Nipsey Hussle als beste Rap-Kollaboration.

## Privatleben
Khaled ist mit Nicole Tuck verlobt. Am 23. Oktober 2016 kam der erste Sohn des Paares zur Welt. Im Januar 2020 wurde ihr zweiter Sohn geboren. Er bezeichnet sich selbst als frommen Muslim.
Im Juli 2017 versteigerte Khaled persönliche Kleidungsstücke von sich und unterstützte mit den damit generierten Einnahmen die gemeinnützige Organisation Get Schooled.

## Diskografie
Studioalben

| Jahr | Titel Musiklabel                                     | Höchstplatzierung, Gesamtwochen, AuszeichnungChartplatzierungen (Jahr, Titel, Musiklabel, Platzierungen, Wochen, Auszeichnungen, Anmerkungen) | Höchstplatzierung, Gesamtwochen, AuszeichnungChartplatzierungen (Jahr, Titel, Musiklabel, Platzierungen, Wochen, Auszeichnungen, Anmerkungen) | Höchstplatzierung, Gesamtwochen, AuszeichnungChartplatzierungen (Jahr, Titel, Musiklabel, Platzierungen, Wochen, Auszeichnungen, Anmerkungen) | Höchstplatzierung, Gesamtwochen, AuszeichnungChartplatzierungen (Jahr, Titel, Musiklabel, Platzierungen, Wochen, Auszeichnungen, Anmerkungen) | Höchstplatzierung, Gesamtwochen, AuszeichnungChartplatzierungen (Jahr, Titel, Musiklabel, Platzierungen, Wochen, Auszeichnungen, Anmerkungen) | Anmerkungen                              |
| Jahr | Titel Musiklabel                                     | DE | AT | CH | UK | US | Anmerkungen                              |
| ---- | ---------------------------------------------------- | --- | --- | --- | --- | --- | ---------------------------------------- |
| 2006 | Listennn: The Album Koch Records (Koch)              | — | — | — | — | US12 (7 Wo.)US | Erstveröffentlichung: 6. Juni 2006       |
| 2007 | We the Best Koch Records (Koch)                      | — | — | — | — | US8 (28 Wo.)US | Erstveröffentlichung: 12. Juni 2007      |
| 2008 | We Global Koch Records (Koch)                        | — | — | — | — | US7 (9 Wo.)US | Erstveröffentlichung: 16. September 2008 |
| 2010 | Victory We The Best Music Group (UMG)                | — | — | — | — | US14 (5 Wo.)US | Erstveröffentlichung: 2. März 2010       |
| 2011 | We the Best Forever We The Best Music Group (UMG)    | — | — | — | — | US5 Gold · (8 Wo.)US | Erstveröffentlichung: 19. Juli 2011      |
| 2012 | Kiss the Ring We The Best Music Group (UMG)          | — | — | — | — | US4 (3 Wo.)US | Erstveröffentlichung: 21. August 2012    |
| 2013 | Suffering from Success We The Best Music Group (UMG) | — | — | — | — | US7 (4 Wo.)US | Erstveröffentlichung: 22. Oktober 2013   |
| 2015 | I Changed a Lot We The Best Music Group (UMG)        | — | — | — | — | US12 (4 Wo.)US | Erstveröffentlichung: 23. Oktober 2015   |
| 2016 | Major Key Epic Records (Sony)                        | — | AT30 (1 Wo.)AT | CH97 (1 Wo.)CH | UK7 (5 Wo.)UK | US1 Platin · (40 Wo.)US | Erstveröffentlichung: 29. Juli 2016      |
| 2017 | Grateful Epic Records (Sony)                         | DE35 (3 Wo.)DE | AT30 (1 Wo.)AT | CH20 Gold · (4 Wo.)CH | UK10 (7 Wo.)UK | US1 ×2Doppelplatin · (60 Wo.)US | Erstveröffentlichung: 23. Juni 2017      |
| 2019 | Father of Asahd Epic Records (Sony)                  | DE23 (2 Wo.)DE | AT11 (3 Wo.)AT | CH12 (4 Wo.)CH | UK6 Silber · (8 Wo.)UK | US2 Platin · (28 Wo.)US | Erstveröffentlichung: 17. Mai 2019       |
| 2021 | Khaled Khaled Epic Records (Sony)                    | DE46 (2 Wo.)DE | AT20 (2 Wo.)AT | CH16 Gold · (4 Wo.)CH | UK10 Silber · (6 Wo.)UK | US1 Platin · (32 Wo.)US | Erstveröffentlichung: 30. April 2021     |
| 2022 | God Did Epic Records (Sony)                          | DE15 (2 Wo.)DE | AT11 (2 Wo.)AT | CH7 (3 Wo.)CH | UK4 (3 Wo.)UK | US1 Gold · (1 Wo.)US | Erstveröffentlichung: 26. August 2022    |